# Налычево
«На́лычево» — природный парк на полуострове Камчатка, созданный в 1995 году, кластер природного парка «Вулканы Камчатки». Площадь парка составляет около 287 тыс. га. Парк расположен в долине реки Налычева и ограничен обрамляющей её цепью вулканов. На территории парка находится большое количество горячих и холодных минеральных источников, обладающих целебными свойствами. Растительный и животный мир парка очень богат, многие виды животных и растений занесены в Красную книгу. 6 декабря 1996 года природный
Природный парк «Налычево» образован 18 августа 1995 года постановлением губернатора Камчатской области В. А. Бирюкова. Статус природного парка был присвоен после просьбы общественных организаций: «Клуба туристов и путешественников имени Глеба Травина» и «Фонда защиты Камчатки». К обращению к губернатору также были приложены 1130 собранных подписей жителей Камчатки.
Осенью 1995 года в комитет по Всемирному Наследию ЮНЕСКО была направлена просьба о включении парка в список всемирного наследия. После осмотра парка экспертами ЮНЕСКО, 6 декабря 1996 года было принято положительное решение.
В 1998 году был разработан проект по развитию парка «Налычево». В ходе реализации этого проекта была существенно обустроена центральная часть парка, в частности был построен центр экологического просвещения имени Владимира Семёнова. Обустройство парка проводилось в основном силами дирекции парка и волонтёров.
15 сентября 1998 года состоялась презентация парка «Налычево» и открытие музея природы и краеведения.
В настоящее время природный парк «Налычево» относится к особо охраняемым территориям Камчатского края.

### Лечебные свойства
Состав вод налычевских источников тщательно изучен. В его изучении активное участие принимали сотрудники томского НИИ курортологии и физиотерапии. По составу эти воды не имеют аналогов в России, обладают высокими концентрациями биологически активных компонентов, и, как следствие, имеют уникальные целебные свойства. Как утверждается, купание в горячих источниках помогает для лечения и профилактики болезней костно-мышечной, сердечно-сосудистой, периферической и центральной нервной систем, гинекологических и кожных заболеваний, болезней желудочно-кишечного тракта, мочевыводящих путей, печени, при нарушении обмена веществ, при анемии.
Согласно ительменской легенде, человек, который вместе с первыми лучами восходящего солнца войдёт в воды горячих налычевских источников, обретёт красоту, здоровье и вечную молодость.

## Климат
На юго-восточном побережье морской влажный климат, зима умеренно холодная и снежная, лето умеренно тёплое и влажное. В горно-вулканическом районе неоднородный климат, на восточных склонах он более мягкий, чем на западных. В январе средняя температура — − 16 °С, в июле — 12-13 °С. 

## Растительность

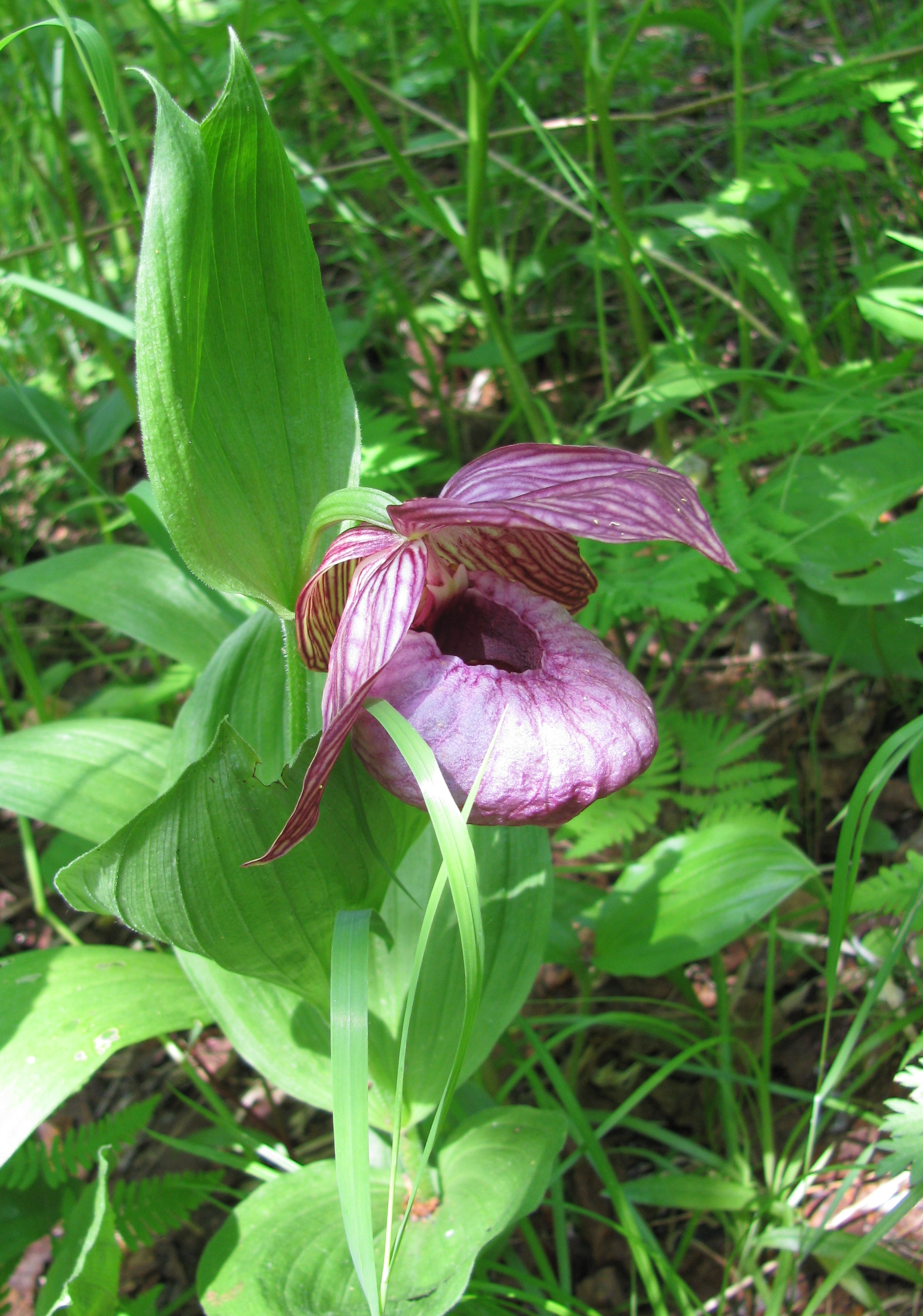
Башмачок крупноцветковый — растение, занесённое в Красную книгу.

Растительный мир Налычевской долины разнообразен. Большая часть территории покрыта высокотравными лесами, широко распространена каменная берёза.
Многие виды растений парка Налычево включены в Красную книгу Камчатки. К ним относятся родиола розовая, кубышка малая, любка камчатская, надбородник безлистный, из растений, произрастающих вблизи термальных источников — ужовник тепловодный, фимбрилистис охотский и ореорхис раскидистый.
К наиболее редким и интересным растениям, широко распространённым в парке, можно отнести башмачок крупноцветковый, также занесённый в Красную книгу, и башмачок Ятабе, относящийся к особо охраняемым растениям Камчатского края.
Помимо перечисленных растений парка к редким или исчезающим относятся лилия даурская, мятлик шумшуйский и шероховатый, остролодочник камчатский и некоторые другие.
Налычевская долина богата съедобными ягодами, такими как жимолость, голубика, водяника. Велико также количество грибов.

## Животный мир
На территории парка обитает большое количество зверей и птиц, многие из которых относятся к редким видам. Всего насчитывается 33 вида млекопитающих, наиболее крупными среди них являются бурый медведь, дикий северный олень и снежный баран.
В 70-х годах двадцатого века в Налычевской долине насчитывалось более сотни особей бурого медведя. В настоящее время в связи с развитием туризма количество медведей, обитающих на территории парка, сократилось до нескольких десятков.
Верховья реки Налычева являются местом сезонной концентрации бурого медведя в период нереста лосося и созревания ягод. Встречи медведя с человеком не являются редкостью, однако большую часть года медведи не проявляют какой-либо агрессии (при грамотном поведении человека). В центральной части парка часто можно наблюдать медведей в непосредственной близости от зоны отдыха туристов.
В начале XX века на Камчатке велась активная охота на северных оленей и их популяция была резко сокращена. Сейчас они в небольшом количестве сохранились в северо-восточной части парка. В настоящее время, при правильном подходе к охране вида, возможно восстановление популяции северных оленей. Похожая ситуация возникает и в отношении снежных баранов, которые в настоящее время обитают на территории вулканических построек и скал мыса Налычева.
В Налычевском парке обитает всего 145 видов птиц, среди них многие относятся к редким и исчезающим. В Красную книгу Камчатки занесены такие виды, как белоплечий орлан, белоклювая гагара, тихоокеанская чёрная казарка, белошей, скопа, беркут, орлан-белохвост, лопатень, горный дупель, серокрылая чайка, алеутская крачка, кречет, сапсан и др.
Всего в реке Налычева обитает около 22 видов рыб. При этом в реке нерестится 5 видов тихоокеанских лососей, в том числе редкие виды: голец и микижа камчатская.

## Вулканы и горные массивы
Налычевский парк находится в обрамлении цепи вулканов, расположенных в виде подковы с южной, западной и северной стороны. Среди них четыре активных вулкана — это вулканы Авачинский, Корякский, Жупановский и Дзензур.
С южной стороны находятся вулканы Авачинско-корякской группы, среди которых Козельский, Авачинский, Корякский, горы Ааг и Арик. С северной стороны расположены вулканы Жупановский и Дзензур (относящиеся к Дзензур-Жупановской группе вулканов), а на западе вулканы Купол и Вершинский. Между вулканом Купол и горой Скалистая находится Вершинский перевал с озером Вершинское.
Действующие вулканы на территории парка являются центрами мощного современного оледенения, а в цирках потухших древних вулканов развиваются каровые ледники.
В целом территория парка характеризуется весьма сложным рельефом. Вулканические постройки являются частью горных хребтов, к которым относятся Пиначевский, Ивулк, Жупановский, Кехкуй и некоторые другие. Окружённость парка Налычево горными массивами практически со всех сторон создаёт своеобразный микроклимат долины, которым обусловлено богатство растительного и животного мира. На относительно небольшой территории парка располагаются различные природные комплексы, от каменноберёзовых лесов, до шлаковых полей на склонах гор и приморских лугов.

## Туризм
Ежегодно долину посещают тысячи туристов, жителей Камчатского полуострова и приезжих туристов из других регионов России, из Европейских стран, Японии и других мест. Парк является одним из самых популярных среди туристов мест на Камчатке. Различными турфирмами организуются как пешие, так и конные, и лыжные маршруты в долину. Кроме этого существуют и вертолётные туры (время полёта от Петропавловска-Камчатского составляет всего около получаса).
Проводится с 2000 года ежегодный праздник День вулкана.

### Кордон «Центральный»
Главным местом отдыха для туристов является центральная часть парка, так называемый кордон «Центральный». Он располагается на открытом пространстве Медвежьей тундры, где сосредоточено несколько выходов горячих источников, относящихся к Налычевской группе (а именно к Горячереченской группе). Три горячих источника, расположенные по берегу реки Горячей, облагорожены, рядом с каждым построены раздевалки.
Налычевская группа источников насчитывает около сотни выходов термальных вод. За многие годы отложения источников, богатых различными веществами, образовали травертиновый щит. Меньшая его часть, площадью около 50 тыс. м², находится на поверхности, и образует так называемый «Котёл» — обширную пологую травертиновую площадку. На её вершине располагается пересохшая воронка глубиной 1,5 метра, прекратившая функционировать после исследовательского бурения, проводившегося в 1958 и 1959 годах. До бурения эта воронка являлась основным источником выходящих на поверхность вод, и именно из-за её бурного функционирования травертиновая площадка получила название «Котёл».

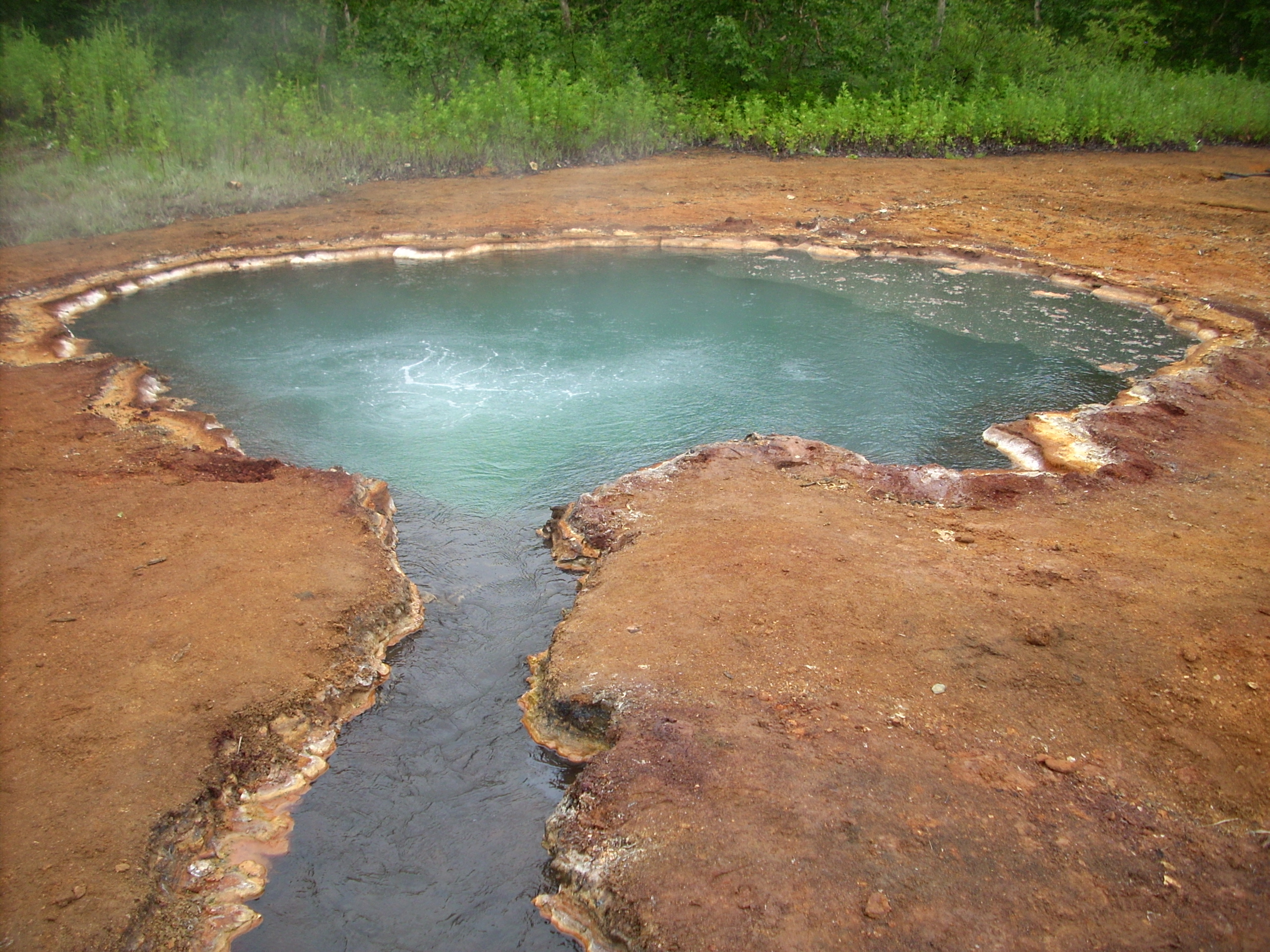
Грифон Иванова

На месте одной из пробурённых скважин образовался термальный источник, названный грифоном Иванова (в честь крупнейшего российского гидрогеолога В. В. Иванова). Глубина грифона составляет 200 метров, температура воды — 75,6 °C. Воды грифона обладают очень высокими концентрациями различных химических веществ, таких как мышьяк, кальций, железо, бор, литий, кремний, магний, натрий, калий, барий, сурьма, бром, хлор, йод, цинк, свинец, вольфрам, стронций.

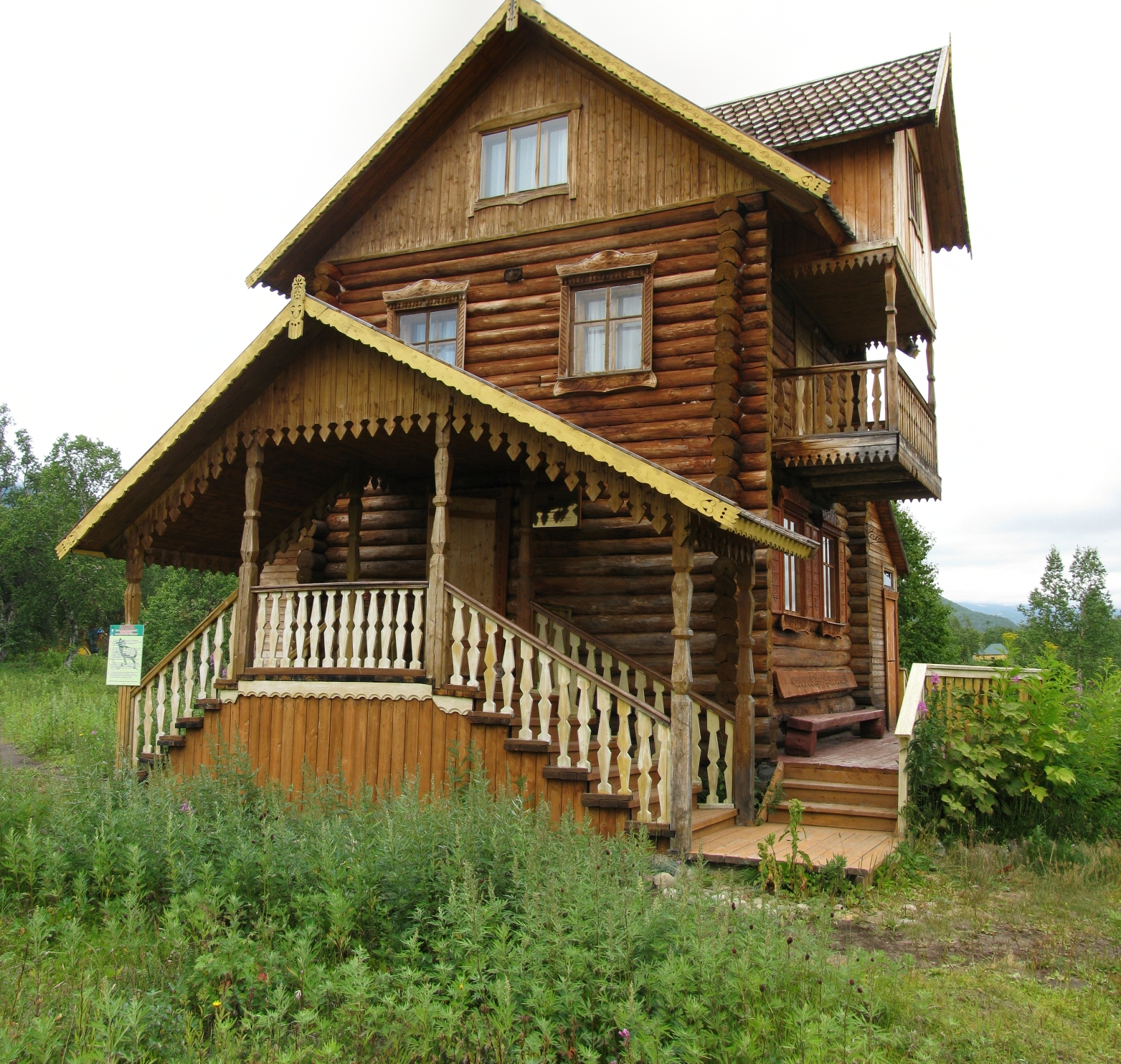
Здание музея в центральной части парка

Именно в центральной части парка расположен центр экологического просвещения имени Владимира Ивановича Семёнова — известного исследователя Камчатки. Он располагается в двухэтажном деревянном здании. На первом этаже находится музей, посвящённый природе парка: растительному и животному миру, горячим источникам, вулканизму, имеются уникальные фотографии медведей; на втором этаже располагаются экспонаты, посвящённые жизни и деятельности самого Семёнова и клубу туристов имени Глеба Травина.
Также в центральной части парка для туристов построены уютные домики, имеется магазин, вертолётная площадка, смотровая вышка, несколько крытых костровищ. В настоящее время сотовая связь на территории долины не работает, однако администрация парка за соответствующую плату предлагает услуги спутниковой связи.

### Маршруты
Существует несколько наиболее распространённых способов попасть в центральную часть парка. Один из них — пешеходная тропа протяжённостью около 50 км, начинающаяся от кордона в посёлке Пиначево. Тропа проходит по холмистой местности, с протяжёнными участками высокотравья. На тропе средствами WWF устроены крытые костровища, через многочисленные речки и ручьи (которых на всём протяжении тропы можно насчитать около сотни) проложены мостики. Через каждые 15 километров пути на тропе установлены указатели пройденного расстояния. 

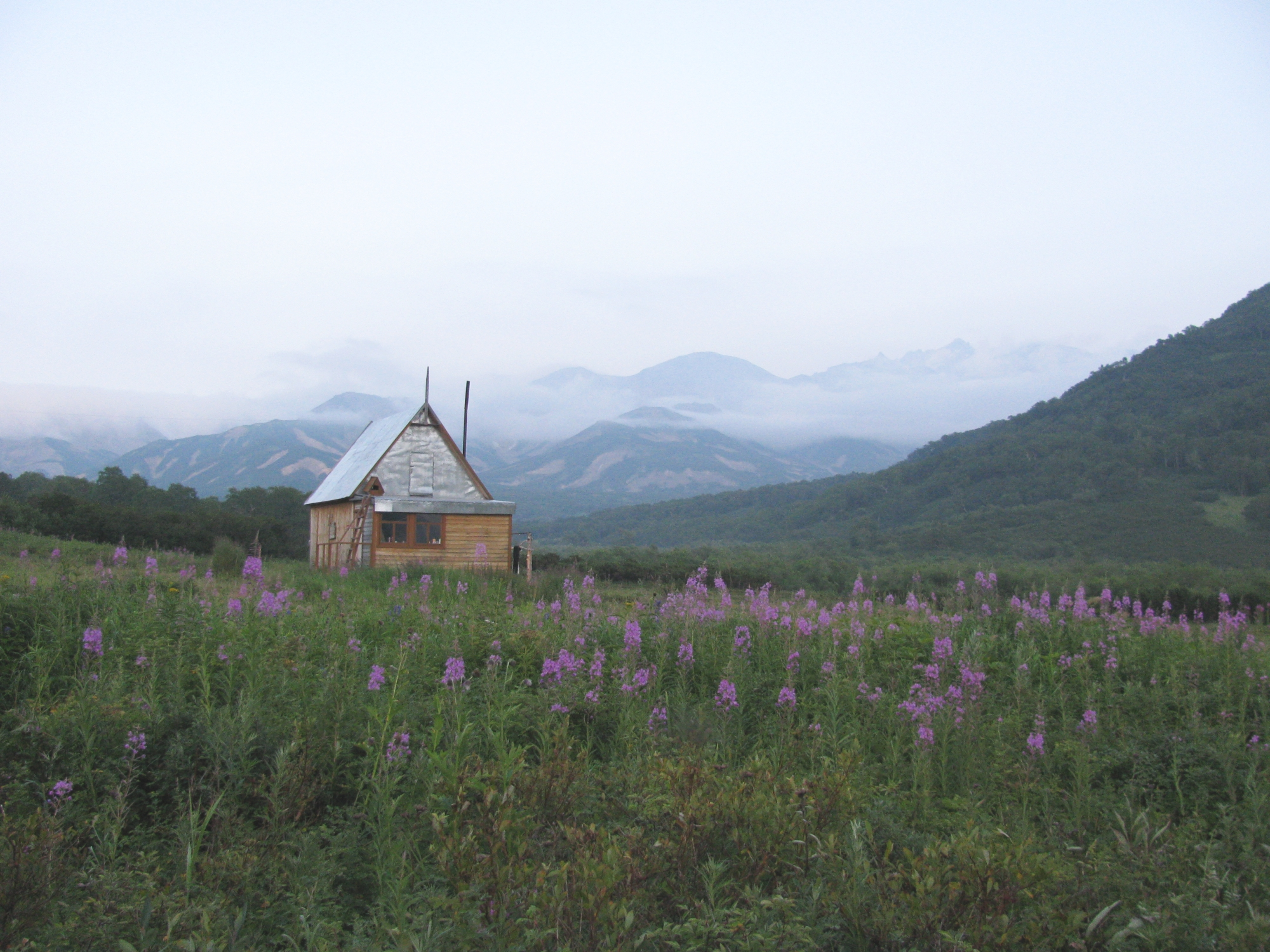
Семёновский кордон

Приблизительно на середине пути находится кордон «Семёновский», на котором имеется два домика для ночёвки и навес. Дальнейшая дорога пролегает через Пиначевский перевал, высота которого составляет 1160 метров. Завершающая часть пути проходит по равнинной местности через берёзовый лес.
Второй способ, считающийся более трудным, пролегает через Авачинский перевал (перешеек между Авачинским и Корякским вулканами). По протяжённости этот маршрут несколько превосходит первый и пролегает по полям вулканического шлака.
Помимо пеших маршрутов в Налычево можно попасть на высокопроходимом транспорте с южной стороны, огибая вулканы Корякско-Авачинской группы. Дорога является труднопроходимой.